# Мельцер, Эрнест Фёдорович
Эрнест Фёдорович Мельцер (24 апреля (6 мая) 1868—26 апреля 1922) — русский архитектор, военный инженер, экстраординарный профессор Николаевской инженерной академии (с 1900-х). Автор трудов по больничному строительству.

## Проекты

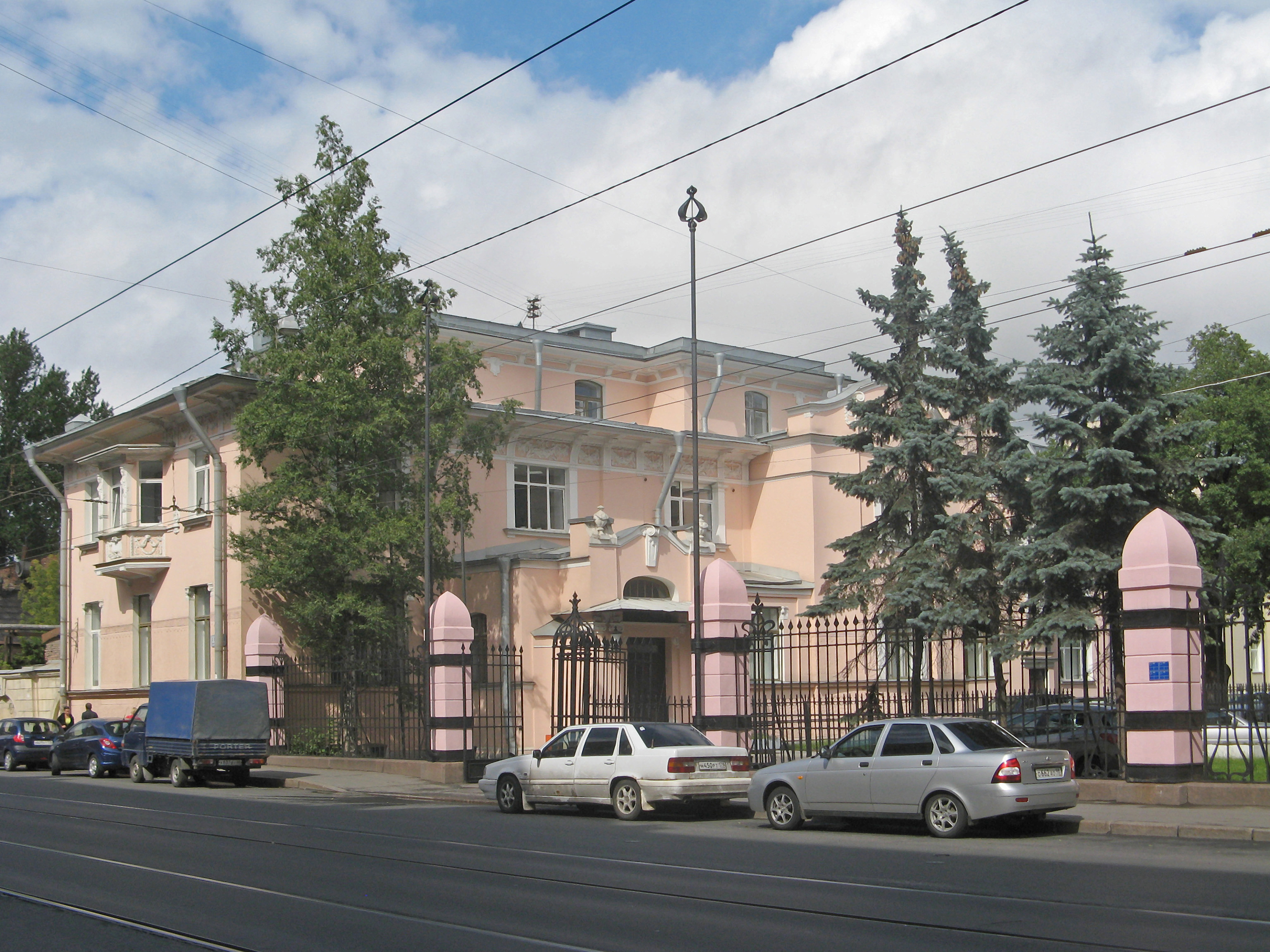
Особняк Нобеля, построенный с участием Эрнеста Мельцера

- Улица Профессора Попова, дом № 20 — производственное здание товарищества «Ф. Мельцер». 1902.
- Большой Сампсониевский проспект, дом № 30, левая часть — склады завода «Людвиг Нобель». 1902.
- Лесной проспект, дом № 21 — особняк и ограда Э. Нобеля, совместно с Р. Ф. Мельцером. В 1910 году здание перестраивалось по проекту Ф. И. Лидваля, и имеющийся дом был включён в новый особняк.
- Улица Льва Толстого, дом № 6, двор — павильон-изолятор при клинике детских болезней Женского медицинского института. 1909.
- 6-я линия, дом № 37 — собственный доходный дом архитектора. 1909—1910.

В 1906 году им был спланирован бокс с целью предупреждения распространения инфекции, впоследствии называемый в честь него, для размещения в лечебных учреждениях инфекционных больных, позволяющий полностью исключить контакт пациента (либо нескольких пациентов с одинаковой нозологией) с другими пациентами и сообщение воздуха в боксе с воздухом соседних помещений.

## Награды
- Орден Святого Станислава 3-й степени (ВП 14.05.1896)
- Орден Святой Анны 3-й степени (ВП 06.05.1901)
- Орден Святого Станислава 2-й степени (ВП 03.11.1905)
- Орден Святой Анны 2-й степени (ВП 18.12.1908)
- Орден Св. Владимира 4-й ст. (ВП 06.12.1913);
- Орден Св. Владимира 3-й ст. (ВП 14.04.1915; с 1915).

## Библиография

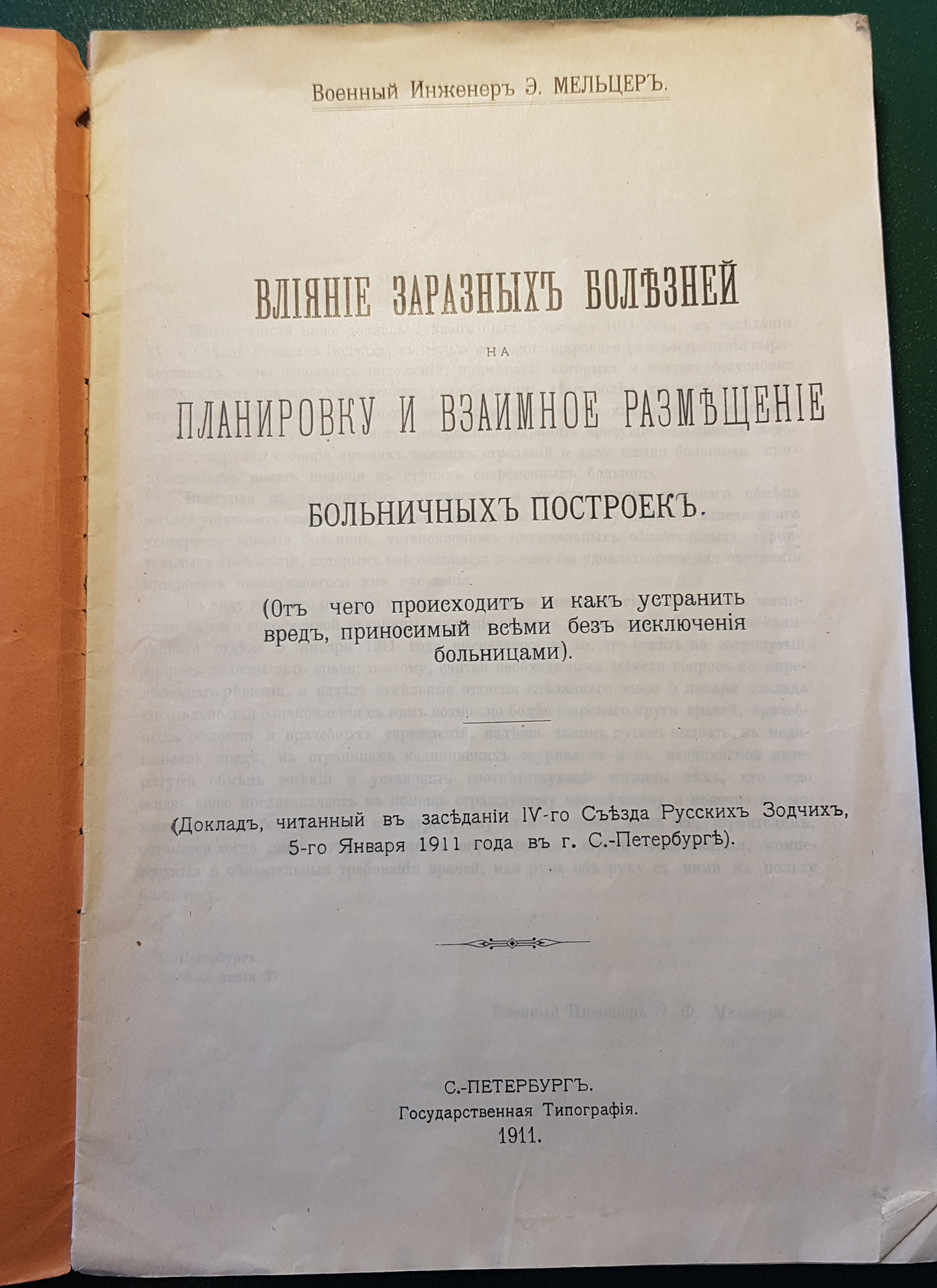
Влияние заразных болезней на планировку и взаимное размещение больничных построек. Э.Ф. Мельцер.